# Liste der Naturdenkmale in Unkel
Die Liste der Naturdenkmale in Unkel nennt die im Gemeindegebiet von Unkel ausgewiesenen Naturdenkmale (Stand 9. Oktober 2013).

## Naturdenkmale
| Nr.         | Bezeichnung               | Lage                                             | Beschreibung           | Bild                                    |
| ----------- | ------------------------- | ------------------------------------------------ | ---------------------- | --------------------------------------- |
| ND-7138-446 | Kastanie am Bahnhof Unkel | Unkel, Siebengebirgsstraße, gegenüber Nr. 1 Lage | Aesculus hippocastanum | Direkt Bild zu diesem Denkmal hochladen |
| ND-7138-449 | Kastanie                  | Unkel, Bahnhofstraße, bei Nr. 11 Lage            | Aesculus hippocastanum | Fotos hochladen                         |
| ND-7138-450 | Akazie                    | Unkel, Bahnhofstraße, bei Nr. 1 Lage             | Robinia pseudoacacia   | Direkt Bild zu diesem Denkmal hochladen |

## Ehemalige Naturdenkmale
| Nr.         | Bezeichnung                       | Lage                                             | Beschreibung                                                                            | Bild            |
| ----------- | --------------------------------- | ------------------------------------------------ | --------------------------------------------------------------------------------------- | --------------- |
| ND-7138-447 | Rosskastanien an der Burg Vilzelt | Heister, östlich des Ortes vor Burg Vilzelt Lage | Aesculus hippocastanum, zwei Bäume; Rechtsverordnung vor 2009 aufgehoben, Bäume gefällt | Fotos hochladen |